# Continental Automotive GmbH
Continental Automotive GmbH — дочерняя компания немецкого концерна Continental AG с собственным правовым статусом, производит различные компоненты и системы для автомобилей и яхт, работая в 4 основных направлениях:
- Powertrain — системы подачи топлива, сенсоры и электронику для них, системы прямого впрыска.
- Chassis & Safety — электромоторы, компоненты систем безопасности.
- Interior — информационные системы, навигационные приборы, автомагнитолы, системы для коммерческих средств и оборудование под маркой VDO Dayton.

Компания сотрудничает с ведущими мировыми производителями автомобилей. Свыше половины оборота (53 %) в 2005 году, по данным компании, приходится на Daimler, BMW, Ford, Volkswagen Group и GM Group. Также крупными заказчиками являются PSA, Renault, Hyundai, Honda и Fiat. Для потребителей продукция компании широко известна под маркой VDO Dayton.

## История
Компанию VDO основал в 1920 году Adolf Schindling с двумя партнёрами (Франкфурт, Германия). За короткий период компания сумела стать крупнейшим поставщиком в мире тахометров и других инструментов для автомобильной промышленности.
С 1973 года компания стала акционерным обществом VDO Adolf Schindling AG.
В 1991—1994 годах концерн Mannesmann приобрёл VDO Adolf Schindling AG и с 1997 года стал именоваться Mannesmann VDO AG.
В 2000 году концерн Siemens AG приобрёл Mannesmann VDO и в результате объединения с активами Siemens Automotive AG в апреле 2001 года было организовано подразделение Siemens VDO Automotive AG.
В 2007 году Siemens AG продал подразделение относящиеся к автомобильной продукции, таким образом Siemens VDO Automotive AG перешёл к Continental AG и был реорганизован в Continental Automotive GmbH

## Continental в России
Continental Automotive GmbH представлена в России несколькими юридическими лицами.
ООО «Континентал Аутомотив РУС», с 1996 года занимающейся производством и поставкой автомобильной электроники и мехатроники на конвейеры российских и зарубежных производителей легкового и грузового автотранспорта. Кроме того, на заводе в Чистополе производится цифровой тахограф DTCO 3283, полностью соответствующий требованиям законодательства Российской Федерации. Начиная с октября 2013 года, начал работу торговый дом ООО «ФДО-МЕТТЭМ», созданный совместно с российским партнером, компанией «МЕТТЭМ-М», в чьи задачи входит поставка систем цифровой тахографии для вторичного рынка на всей территории РФ.
ООО «Континентал Аутомотив Системс РУС» в 2014 году открыл завод в Калуге для по производству блоков управления двигателями, топливных рамп в сборе, погружных топливных модулей и проч.